# Coppa Svizzera 2012-2013 (fase finale)
Questa voce raccoglie un approfondimento sulle gare della fase finale dell'edizione 2012-2013 della Coppa Svizzera di calcio.

## Ottavi di finale

### Risultati
| Arbitro: | Hänni |

|               |           |                            |
| Sabanović 39’ | Marcatori | 25’, 27’ Tafer 90’ Khelifi |

| Arbitro: | Kever |

|                                                            |                      |                                   |
| Mangold 45’                                                | Marcatori            | 32’ Feltscher                     |
| Frontino Rossini D. Schiendorfer António dos Santos Baykal | Tiri di rigore 2 – 3 | Salatić Gashi Zuber Vilotić Paiva |

| Arbitro: | Klossner |

|             |           |                                                     |
| Tchouga 15’ | Marcatori | 37’, 41’ Chiumiento 61’, 66’ Gavranović 86’ Mariani |

| Arbitro: | Pasche |

|                                                  |           |                                      |
| Mouangue 2’ Audino 13’ Holenstein 27’ Bozic 113’ | Marcatori | 65’, 77’ C. Schneuwly 90+4’ Farnerud |

| Arbitro: | Erlachner |

|                  |           |                             |
| Mazzola 50’, 55’ | Marcatori | 44’, 75’ Salah 117’ Stocker |

| Arbitro: | Hänni |

|  |           |                                        |
|  | Marcatori | 25’, 38’ Lafferty 83’ N'Djeng 90’ Mrđa |

| Arbitro: | Jaccottet |

|          |           |                                      |
| Ianu 87’ | Marcatori | 35’ Nelson Ferreira 60’ M. Schneuwly |

| Arbitro: | Klossner |

|                          |           |  |
| Lüscher 96’ Marazzi 113’ | Marcatori |  |

### Tabella riassuntiva
| Squadra 1 | Risultato       | Squadra 2    |
| --------- | --------------- | ------------ |
| Brühl     | 1 - 3           | Losanna      |
| Sciaffusa | 1 - 1 (3-4 dcr) | Grasshoppers |
| Köniz     | 1 - 5           | Zurigo       |
| Wil       | 4 - 3 (dts)     | Young Boys   |
| Locarno   | 2 - 3 (dts)     | Basilea      |
| Kriens    | 0 - 4           | Sion         |
| Wohlen    | 1 - 2           | Thun         |
| Aarau     | 2 - 0 (dts)     | San Gallo    |

## Quarti di finale

### Risultati
| Arbitro: | Studer |

|            |           |                                           |
| Ioniță 65’ | Marcatori | 16’, 74’ Feltscher 89’ Zuber 90’ Ngamukol |

| Arbitro: | Bieri |

|                  |           |                |
| M. Schneuwly 79’ | Marcatori | 12’, 115’ Frei |

| Arbitro: | Jacottet |

|  |           |                           |
|  | Marcatori | 28’ Vanczák 90+4’ N'Djeng |

| Arbitro: | Amhof |

|                       |           |                                                      |
| Muslin 29’ Audino 96’ | Marcatori | 5’ Gavranović 93’ Gajić 114’ Drmić 120’ Schönbächler |

### Tabella riassuntiva
| Squadra 1 | Risultato   | Squadra 2    |
| --------- | ----------- | ------------ |
| Aarau     | 1 - 4       | Grasshoppers |
| Thun      | 1 - 2 (dts) | Basilea      |
| Losanna   | 0 - 2       | Sion         |
| Wil       | 2 - 4 (dts) | Zurigo       |

## Semifinali

### Risultati
| Arbitro: | Hänni |

|  |           |             |
|  | Marcatori | 73’ Stocker |

| Arbitro: | Bieri |

|            |           |                            |
| Benito 23’ | Marcatori | 39’ Feltscher 94’ Hajrovic |

### Tabella riassuntiva
| Squadra 1 | Risultato   | Squadra 2    |
| --------- | ----------- | ------------ |
| Sion      | 0 - 1       | Basilea      |
| Zurigo    | 1 - 2 (dts) | Grasshoppers |

## Finale
| Arbitro: | Studer |

|                                      |                      |                                         |
| Steinhöfer 71’                       | Marcatori            | 75’ Hajrovic                            |
| Schär Frei Steinhöfer Díaz Bobadilla | Tiri di rigore 3 – 4 | Salatić Hajrovic Lang Feltscher Vilotić |